# Đakovo
Đakovo, a volte scritto Djakovo, è una città della Croazia della Regione di Osijek e della Baranja. La città conta una popolazione di 20.912 abitanti su un totale di 30.092 del comune (censimento 2001).